# Dax Milne
(en) Statistiques sur pro-football-reference
Dax Milne (né le 23 juin 1999) est un joueur de football américain évoluant au poste de wide receiver dans la National Football League (NFL).
Il a joué au niveau universitaire pour les Cougars de BYU et est ensuite choisi lors du septième tour de la draft 2021 de la NFL par la franchise des Washington Commanders de

## Jeunesse
Milne a grandi à South Jordan, dans l'Utah, où il a fréquenté la Bingham High School. Il y a aussi bien pratiqué le basketball que le football américain. Lors de son année de senior, Milne a été nommé dans la second team 6A All-State par le Salt Lake Tribune après avoir capté 23 passes pour 408 yards et réalisé huit touchdowns. Plutôt que d'accepter des offres de bourses d'études de la Southern Utah University ou de la Weber State University, Milne a choisi de jouer au football universitaire à BYU en tant que preferred walk-on (en).

## Carrière universitaire
Lors de sa première saison universitaire, Milne a disputé 10 matchs dont trois en tant que titulaire et a terminé l'année avec 69 yards et un touchdown pour 10 réceptions. Seulement trois semaines après le début de son année de freshman, Milne a finalement reçu une bourse. En tant que sophomore, il a capté 21 passes pour 285 yards et deux touchdowns. Puis, ayant terminé sa saison junior avec 70 réceptions pour 1 188 yards et huit touchdowns et ayant été finaliste du trophée Burlsworth en 2020, Milne a déclaré qu'il renoncerait à sa saison senior pour participer à la draft de la NFL,,,.

## Carrière professionnelle
Milne a été sélectionné en 258e choix global lors du septième tour de la Draft 2021 de la NFL par les Commanders de Washington. Il y signe le 13 mai 2021 un contrat de rookie de quatre ans.

## Vie privée
Son père, Darren, a joué au baseball universitaire à BYU et a joué dans la Minor League Baseball pour les Tigers de Détroit.